# Революция 17 июля
Революция 17 июля (араб. حركة 17 تموز‎) — бескровный переворот в Ираке в 1968 году под руководством Ахмеда Хасана аль-Бакра, Абд ар-Раззак ан-Наифа и Абд ар-Рахмана аль-Дауда, свергнувшего президента Абдула Рахмана Арифа и премьер-министра Тахира Яхья и приведшего Иракское региональное отделение Арабской социалистической партии Баас к власти.
Баасисты, участвовавшие в перевороте, а также в последующей чистке умеренной фракции во главе с Наифом, включали Хардана аль-Тикрити, Салиха Махди Аммаша и Саддама Хусейна, будущего президента Ирака. Переворот был в первую очередь направлен против Яхьи, откровенного насериста, который использовал политический кризис, вызванный Шестидневной войной в июне 1967 года, чтобы подтолкнуть умеренное правительство Арифа к национализации британской и американской «Иракской нефтяной компании» (IPC) с целью использования «нефти как оружия в битве против Израиля». Полная национализация МПК произошла только в 1972 году при баасистской администрации.
После переворота новое иракское правительство консолидировало власть, осудив предполагаемые махинации США и Израиля, публично казнив 14 человек (включая 9 иракских евреев) по сфабрикованным обвинениям в шпионаже в ходе более широкой чистки и работая над расширением традиционно тесных отношений Ирака с Советским Союзом.
Партия Баас правила с момента «Революции 17 июля» до 2003 года, когда она была отстранена от власти в результате вторжения американских и британских войск. Революцию 17 июля не следует путать с революцией 14 июля 1958 года — свержением короля Фейсала II, которое положило конец династии Хашимитов в Ираке и основанием Республики Ирак, или «Рамадановой революцией» 8 февраля 1963 года, которая впервые ввела в политику иракскую партию Баас как часть недолговечного коалиционного правительства, которое находилось у власти менее одного года.

## Ход событий
Планирование переворота против Арифа и Яхьи велось по крайней мере с марта 1968 года, когда эта тема обсуждалась на «офицерском съезде», проходившем в доме выдающегося баасистского генерала Ахмеда Хасана аль-Бакра. 17 июля 1968 года иракская партия Баас, возглавляемая президентом партии Аль-Бакром, министром обороны Абд ар-Рахманом аль-Даудом и премьер-министром Абд ар-Раззак ан-Наифом, захватила власть в результате бескровного переворота и отправила Арифа на самолёте в Лондон.
30 июля Аль-Бакр приказал снять Наифа и Дауда с их постов и отправить в ссылку, укрепив контроль партии Баас над Ираком до вторжения США и коалиции в марте 2003 года. Затем аль-Бакр был назначен премьер-министром и главнокомандующим армией. Согласно полуофициальной биографии, будущий президент Ирака Саддам Хусейн лично под дулом пистолета привел Наифа к самолёту, которым его высылали из Ирака.
Точные обстоятельства, приведшие к перевороту, остаются неизвестны. Посольство США в Бейруте (которое стало основным американским источником разведывательных данных по Ираку после закрытия посольства США в Багдаде) предположило, что небаасисты Наиф и Дауд, которые, соответственно, руководили военной разведкой и личной безопасностью президента Арифа — инициировали заговор, и что заговорщиков-баасистов, включая аль-Бакра, Хардана аль-Тикрити и Салиха Махди Аммаша, попросили участвовать только для создания более широкой коалиции в поддержку нового правительства. Однако Брэндон Вулф-Ханникатт заявляет: «Несмотря на то, что этот переворот был выполнен Найефом, он был организован аль-Бакром и его заместителем Саддамом Хусейном».
Фракции ан-Наифа и аль-Бакра были мотивированы слухами о том, что премьер-министр Яхья всё больше влияет на «слабое» правительство Арифа из-за политического климата, порожденного Шестидневной войной, и планирует формально узурпировать власть. После изгнания Ариф был сослан в Великобританию, а Яхья даже не был казнен (хотя перенес жестокие пытки в тюрьме), возможно, чтобы избежать негативного международного внимания, вызванного кровопролитием, которое сопровождало другие смены правительства в современной истории Ирака. В последующие годы Вулф-Ханникатт заявил, что Саддаму «удалось консолидировать грозный политический режим … там, где многие другие потерпели неудачу», включая намерения Яхьи национализировать МПК с помощью Советского Союза.